# آيت مسعود (تكنة)
آيت مسعود هو دُوَّار يقع بجماعة ثكنة، إقليم سيدي قاسم، جهة الرباط سلا القنيطرة في المملكة المغربية. ينتمي الدوّار لمشيخة تكنة التي تضم 16 دوار. يقدر عدد سكانه بـ 129 نسمة حسب الإحصاء الرسمي للسكان والسكنى لسنة 2004.

## وصلات خارجية
- البوابة الوطنية للجماعات الترابية
- المندوبية السامية للتخطيط